# نفت اهواز
باشگاه فوتبال نفت اهواز یک باشگاه فوتبال در شهر اهواز، ایران است.این باشگاه هم‌اکنون در لیگ دسته سوم فوتبال ایران حضور دارد.
ورزشگاه اختصاصی نفت اهواز به عنوان ورزشگاه خانگی این تیم می‌باشد که مالکیت آن برعهده شرکت ملی مناطق نفت خیز جنوب است.
1. ↑  «سرمربی نفت اهواز: برخی در مسیر قهرمانی، تیم را خیلی اذیت کردند». خبر جنوب. ۱۴۰۴/۰۲/۰۸. تاریخ وارد شده در |تاریخ= را بررسی کنید (کمک)
2. ↑  «جلسه تمرینی تیم فوتبال امید نفت اهواز - فتوامان». فتوامان. ۱۳۹۷/۱۱/۲۹. تاریخ وارد شده در |تاریخ= را بررسی کنید (کمک)